# 1173 Anchises
Az 1173 Anchises (ideiglenes jelöléssel 1930 UB) egy kisbolygó a Naprendszerben. Karl Wilhelm Reinmuth fedezte fel 1930. október 17-én, Heidelbergben. A Jupiter pályáján keringő Trójai csoport tagja.